# Nasonovia purpurascens
Nasonovia purpurascens är en insektsart som först beskrevs av Oestlund 1887.  Nasonovia purpurascens ingår i släktet Nasonovia och familjen långrörsbladlöss. Inga underarter finns listade i Catalogue of Life.